# Settori di Bucarest

Settori di Bucarest.

La municipalità di Bucarest è divisa in 6 settori (in rumeno: Sectoarele Bucureștiului). Ogni settore è amministrato da un sindaco e un consiglio locale, le cui responsabilità includono questioni relative agli affari locali, ai parchi, alle strade secondarie, alle scuole o alla pulizia.

## Storia
Inizialmente, Bucarest era divisa in plăși. Nel 1798 ce n'erano cinque: Târgul, Podul Mogoșoaiei, Târgul de afară, Broștenii e Gorganul. Durante la guerra russo-turca (1806-1812), a questi furono dati i nomi dei colori (Roșu - Rosso; Galben - Giallo; Negru - Nero; Albastru - Blu e Verde - Verde) e chiamati culori ("colori"). Roșu, il più piccolo, composto dal centro commerciale e da una stretta striscia sulla riva destra del fiume Dâmbovița, fu sciolto all'inizio del XX secolo, il suo territorio diviso tra gli altri quattro. Dopo la prima guerra mondiale, ognuno dei quattro culori, detti anche sectoare a questo punto, aveva un proprio sindaco e consiglio. All'inizio del regime di Ion Antonescu, i culori furono brevemente aboliti ma ripristinati diversi mesi dopo.
Nel 1950, subito dopo l'inizio del regime comunista, i culori furono aboliti e sostituiti da otto raions, ciascuno con una propria amministrazione locale:
- IV Stalin (poi 30 Decembrie)
- 1 Mai
- 23 August
- Tudor Vladimirescu
- Nicolae Balcescu
- VI Lenin
- Gh. Gheorghiu Dej (poi 16 Februarie)
- Grivița Roșie

Nel 1968 i raion divennero settori, i loro nomi sostituiti da numeri cardinali. Nel 1979, il Settore 8 è stato fuso nel Settore 1 e il Settore 2 nel Settore 3, ottenendo gli attuali sei settori.

## Settori
Ciascuno dei sei settori ha un numero di distretti, che non hanno una funzione amministrativa in quanto tale:
- Settore 1: Dorobanți, Baneasa, Pipea, Floreasca
- Settore 2: Pantelimon, Colentina, Iancului, Tei
- Settore 3: Vitan, Dudesti, Titan, Balta Alba, Centrul Civic
- Settore 4: Berceni, Giurgiului, Olteniței, Tineretului, Vacarești
- Settore 5: Giurgiului, Ferentari, Rahova, Ghencea, Cotroceni
- Settore 6: Giulești, Drumul Taberei, Militari, Crângași

## Demografia
| Settore   | Popolazione | Popolazione | Superficie | Densità        |
| Settore   | 2002        | 2011        | Superficie | Densità        |
| --------- | ----------- | ----------- | ---------- | -------------- |
| Settore 1 | 238 217     | 225 453     | 68 km²     | 3 339 ab./km²  |
| Settore 2 | 362 609     | 345 370     | 32 km²     | 10 793 ab./km² |
| Settore 3 | 395 565     | 385 439     | 32 km²     | 11 336 ab./km² |
| Settore 4 | 170 946     | 287 828     | 34 km²     | 8 466 ab./km²  |
| Settore 5 | 382 183     | 271 575     | 29 km²     | 9 365 ab./km²  |
| Settore 6 | 376 480     | 367 760     | 38 km²     | 9 678 ab./km²  |
| Totale    | 1 926 000   | 1 883 425   | 228 km²    | 8 261 ab./km²  |

## Amministrazione

### Sindaci e consiglio locale
| Settore   | Sindaco            | Sindaco | Sindaco  | Consiglio locale | Consiglio locale | Consiglio locale | Consiglio locale | Consiglio locale | Consiglio locale | Consiglio locale | Consiglio locale | Consiglio locale |
| Settore   | Nome               | Partito | Elezione | PSD              | PNL              | USR              | PMP              | ALDE             | PER              | PPU              | PDS              | Indipendente     |
| --------- | ------------------ | ------- | -------- | ---------------- | ---------------- | ---------------- | ---------------- | ---------------- | ---------------- | ---------------- | ---------------- | ---------------- |
| Settore 1 | Armand Clotide     | USR     | 2020     | 9                | 6                | 8                | 2                | 2                | 0                | 0                | 0                | 0                |
| Settore 2 | Mihai Mugur Toader | PSD     | 2016     | 10               | 6                | 5                | 2                | 2                | 2                | 0                | 0                | 0                |
| Settore 3 | Robert Negoiță     | PSD     | 2012     | 15               | 4                | 8                | 2                | 2                | 0                | 0                | 0                | 0                |
| Settore 4 | Daniel Băluță      | PSD     | 2016     | 10               | 5                | 6                | 2                | 1                | 0                | 3                | 0                | 0                |
| Settore 5 | Daniel Florea      | PSD     | 2016     | 12               | 6                | 5                | 0                | 0                | 0                | 0                | 3                | 1                |
| Settore 6 | Gabriel Mutu       | PSD     | 2016     | 11               | 4                | 7                | 3                | 2                | 0                | 0                | 0                | 0                |